# Svartmaskad gulhake
Svartmaskad gulhake (Geothlypis aequinoctialis) är en fågel i familjen skogssångare inom ordningen tättingar.

## Utbredning och systematik
Svartmaskad gulhake behandlas numera vanligen som monotypisk, med utbredning från nordöstra Colombia till Venezuela, Guyana, Surinam, norra Brasilien och Trinidad. Tidigare inkluderades svarttyglad gulhake (G. auricularis) och sydlig gulhake (G. velata) i arten, och vissa som BirdLife International gör det fortfarande med velata.

## Status
IUCN urskiljer liksom Birdlife International kategoriserar arten som livskraftig, men inkluderar sydlig gulhake i bedömningen.